# یوسیپ بت یوسیپ
ربیع یوسیپ بت یوسیپ (آشوری: ܝܵܘܣܸܦ ܒܹܝܬܼ ܝܵܘܣܸܦ) شاعر آشوری است. وی در سال ۱۹۴۲ در روستای زنبلان در ارومیه زاده شد و برای نوشتن سرود ملی آشور، رومراما مشهور است.

## سازمان‌ها
یوسیپ عضو تعدادی از سازمان‌های بیشتر آشوری بود:
- شوشاتا اوتمانایا (جامعه پیشرفت ملی آشوری - سازمان جوانان آشوری)

وی در جمع‌آوری نخستین و بزرگترین کتابخانه کتاب‌های آشوری در تاریخ نوین آشوری به این سازمان کمک کرده‌است.
- گروه کر نینوا (۱۹۶۰، تهران)

گروه کر نینوا توسط استاد بزرگ نبو ایسابی در تهران اداره می‌شد.
- سیتا ساپریتا (انجمن فرهنگی جوانان آشوری)

## شعرهای سروده شده
- Mawd'anuta
- Sluta D-Atouraya D-Idyum
- Sluta D-Burakha
- Atwatè Rushma D-Lishana
- Maqruta L-'ohdana D-Yimmi
- Bèt Nisanè
- Ganta D-Alaha
- Dam‘ita D-Ishtar
- Tèra D-Madinkha
- Martyanuta D-Ninwè Yimma
- Ba‘uta D-Yimma
- Ba‘uta D-Ninwayè
- Qala D-Umta
- Talga D-Turanè D-Hakkarè
- Quyama Dikhya
- Wardè D-Kitwè
- Ktuta Nqirta L-Qayè
- Brata D-Sahda Gu Ma‘irwa
- Bèblè D-Go Lèlawatè
- Ani D-Ki Khayyi ‘am Alaha
- Mhadyanè Sniqè
- Madrashta D-Nsiwin